# Walburg College
Het Walburg College is een openbare school voor voortgezet onderwijs met vestigingen in Zwijndrecht. Hier worden lessen op vmbo, havo, atheneum en gymnasium gegeven en vanaf schooljaar 2006/2007 ook havo/atheneum en gymnasium als tweetalig onderwijs. Aan de locatie in het Loket is er een speciale vestiging voor leerwegondersteunend onderwijs. De locatie in Zwijndrecht is in het schooljaar 2009-2010 begonnen met technasium. Ook is de school begonnen met een zogenaamde 125CC Masterclass, speciaal voor hoogbegaafde leerlingen.

## Gebouw
Walburg College is een gebouw van drie verdiepingen hoog. Er zijn veel lokalen voor de verschillende en de diverse vakken gegeven op deze school. De aula grenst met ramen aan het plein van de school. Om het plein staan hekken heen. Het paviljoen, waar Engels wordt gesproken, en de zalen die worden gebruikt zijn eigenlijk van de gemeente Zwijndrecht. Maar ze zijn al langere tijd in gebruik van het Walburg College.

## Tijdlijn
- 2006/2007 - Start tweetalig onderwijs
- 2009/2010 - Start technasium